# ESF1

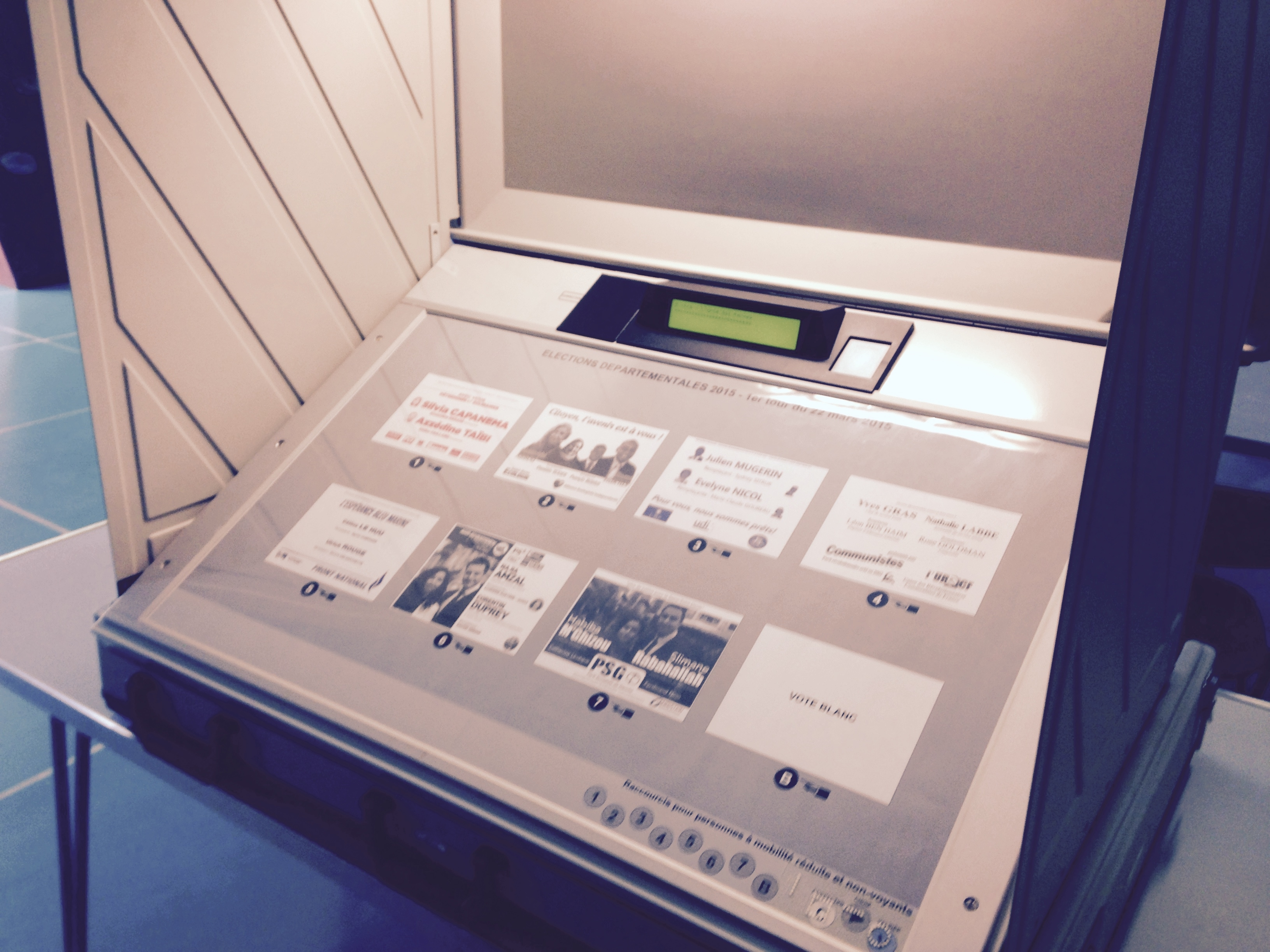
Machine à voter ESF1 utilisée à Stains (Seine-Saint-Denis) pour le 1er tour des élections départementales le 22 mars 2015.

L'ESF1 est une machine à voter agréée par le Ministère de l'Intérieur français en 2004, 2005 et 2007 (Nicolas Sarkozy étant alors le ministre en fonction). Ces machines de marque Nedap sont importées par France Election. Elles utilisent le logiciel IES version française. Elles équiperaient les 4/5 des bureaux de vote français employant des machines à voter.
En 2009, la ville de Brest choisit d'utiliser ces machines en mettant une loupe à disposition des électeurs qui souhaiteraient lire les bulletins apposés sur la machine.

## Composants
La machine est fabriquée à partir de composants tels que micro-processeur, micrologiciel, contacteurs, mémoires de type EEPROM, écran LCD. Le firmware est écrit en langage C.
Le logiciel de la machine à voter est composé de 22 000 lignes de langage C.
D'après l'importateur France-Elections, l'ESF1 est «la seule « machine à voter électronique » du monde occidental».
L'ESF1 a été construite à partir de l'ES3B, et utilise vraisemblablement le même processeur Motorola 68000, sur lequel sont basés entre autres une partie des ordinateurs personnels Apple des années 1984 à 1994.
Pourtant, des sites de mairies, comme celui de Châtenay-Malabry, continuent de prétendre qu'il s'agit de simples calculatrices, et non d'ordinateurs de vote.

## Protection contre les intrusions
La protection est nécessaire : « Comme on dit chez NEDAP, tout est manipulable. Même les téléphones cryptés. Il faut donc pouvoir contrôler l’intégrité d’une machine à voter avant de s’en servir. La nature humaine est ainsi faite : la fraude électorale est aussi vieille que les élections elles-mêmes. Et le détournement d’une machine à voter NEDAP ES3B a rappelé à tous qu’il faut protéger l’intégrité d’un système de vote afin d’assurer les électeurs de son bon fonctionnement ».
D'après NEDAP, « Les machines à voter NEDAP sont conçues de telle manière que pour modifier son fonctionnement, il faut une intervention physique à l’intérieur de la machine ». Ainsi, au contraire de ordinateurs de vote de type PC (comme ceux d'Indra), les ordinateurs NEDAP ne peuvent être contaminés par un agent extérieur tel que virus ou cheval de Troie. « Il faut ouvrir la machine afin d’en modifier le contenu en changeant une puce intitulée EPROM sur la carte électronique principale. Contrairement aux colporteurs de fausses informations qui prétendent qu’il suffit de deux minutes pour effectuer cette opération, sachez qu’un technicien chevronné de chez NEDAP qui effectue cette opération lors d’une mise à jour technique (pour une amélioration des fonctionnalités ou pour des modifications réglementaires) met environ 20 minutes. Ceux qui voudraient faire croire que c’est quelque chose de facile qui se fait sur un coin de table sont malhonnêtes ». Toutefois, NEDAP ne précise pas si la durée de 20 minutes est le temps nécessaire au changement de la puce, ou bien s'il s'agit du temps de reprogrammation de la puce. Cette argumentation est battue en brèche par une vidéo[réf. non conforme] qui montre ce changement réalisé en 60 secondes (la vidéo est en mode accéléré et montre 3 personnes expérimentées en opération sur la machine) sur une machine NEDAP très similaire.

## Agréments
Les machines Nedap sont importées en France par la société France Election. Celle-ci a obtenu, a plusieurs reprises, leur agrément par le Ministère de l'Intérieur.
Après divers agréments provisoires, l'agrément est accordé le 8 mars 2005. Les machines sont modifiées en 2006, et un nouvel agrément est accordé le 12 avril 2007, soit 8 jours avant le premier tour de l'élection présidentielle française. Cet agrément couvre à la fois les machines ESF1 mises à jour (Hardware 1.06 - Firmware 4.02), et un nouveau modèle (Hardware 2.01 - Firmware 4.02).
Pour obtenir cet agrément, la machine a été vérifiée par la société Bureau Veritas par rapport au règlement technique du Ministère de l’Intérieur français. Dans sa synthèse, Bureau Veritas fait quelques réserves, "peu nombreuses" et "mineures" ; il est considéré que la plus importante est relative à l’exigence 84 : 5 lâchés de machine d’une hauteur de 80 cm sur le béton cassent l'ampoule néon d'éclairage (Nedap indique avoir trouvé un contournement à ce défaut). Bureau Veritas émet un avis favorable.
Cependant, certains[Qui ?] considèrent que la machine à voter ne respecte pas les exigences du règlement. La presse a fait écho de critiques portant sur les exigences 6, 7, 19 et 46.
L'agrément de la machine est l'objet d'une procédure de recours auprès du Conseil d'État, engagée par l'Association pour le Contrôle Citoyen des Moyens de Vote, Roland Moreno, et d'autres particuliers. Une première décision est intervenue dans cette affaire, déboutant partiellement les plaignants, mais ordonnant au Ministère de l'Intérieur de produire des éléments relatifs au dossier d'agrément. Sur la base du rapport complet de Bureau Veritas ainsi obtenu, les plaignants contestent le respect des exigences 4 (mesures vérifiant l'intégrité); 62 (accessibilité des personnes handicapées); 1, 19, et 46 (horodatage des évènements). La requête de l'ACCMV est finalement rejetée.
Des machines à voter Nedap similaires à l'ESF1 ont aussi été agréées aux Pays-Bas par l’Institut TNO, en Allemagne et en Irlande par le laboratoire PTB. Les Pays-Bas abandonnent définitivement le vote électronique en mai 2008, à la suite de la publication d'un rapport du 27 septembre 2007 de la commission Korthals-Altes critiquant les machines à voter utilisées comme insuffisamment contrôlables, « car ne fournissant pas de trace papier. Le système ne permet pas non plus de garantir le secret du vote, et les frais élevés de son développement ne sont pas justifiés en regard des maigres avantages que peut procurer un tel système. ».
Le 16 mai 2008, le gouvernement néerlandais annonce l'abandon définitif du vote électronique et le retour au papier et au crayon.

## Autres machines utilisées en France
- Point & Vote
- IVotronic